# Jakub Ogrodziński
Jakub Ogrodziński herbu Prus III – podsędek piński w latach 1645-1646, pisarz ziemski piński w latach 1643-1645, podczaszy piński w latach 1641-1643, cześnik piński do 1641 roku, podstarości piński w latach 1634-1643, sekretarz Jego Królewskiej Mości.
Poseł na sejm zwyczajny 1635 roku, sejm 1640 roku.